# Adolfo Piñedo Simal
Adolfo Piñedo Simal (Humanes, Guadalajara, 11 de maig de 1943) és un polític i sindicalista espanyol.
Llicenciat en Ciències Físiques per la Universitat Complutense de Madrid, va exercir com a investigador en el Centre de Recerca d'ITT a Espanya i com a professor de Matemàtiques en l'Ensenyament secundari.
Militant del Partit Comunista d'Espanya (PCE) i de Comissions Obreres, va ser membre de la Comissió Obrera del Metall de Madrid, secretari general de la Federació del Metall d'aquest sindicat fins a 1981 i membre de la seva Comissió Executiva Confederal, i en fou un dels seus principals dirigents en la dècada de 1980.
En produir-se l'expulsió del sector afí a Santiago Carrillo del PCE el 1985, va esdevenir un dels fundadors del Partit dels Treballadors d'Espanya-Unitat Comunista, del que va ser escollit secretari general al seu Congrés Constituent de 1987.
Després de la integració del PTE-UC en el Partit Socialista Obrer Espanyol el 1991, va ser escollit membre de la Comissió Executiva de la Federació Socialista Madrilenya i del Comitè Federal del PSOE. Va ser així mateix diputat de l'Assemblea de Madrid entre 1991 i 2011.